# Хто змусив Стіві плакати?
«Хто змусив Стіві плакати?» (англ. Who Made Stevie Crye?) з субтитром «Роман американського Півдня» (англ. A Novel of the American South) — роман жахів американського письменника Майкла Бішопа. Опубікований у 1984 році видавництвом Arkham House тиражем 3591 примірник, згодом видавництво Headline випустило його окремо у вигляді книги. Дебютний роман автора, третя книга, оублікован видавництвом Arkham House.
30-е ювілейне видання було опубліковано Fairwood Press в серпні 2014 року, й включало в себе новий вступ від Джека Слея і нову післямову від автора. До нього також увійшла повна колекція чорно-білих ілюстрацій Дж. К. Поттера, які спочатку були замовлені для оригінального видання від Arkham House.

## Сюжет
Роман розповідає історію Мері Стівенсона Крі, нової домогосподарки, яка звертається до вільного письменства, щоб забезпечити свою сім'ю. Її друкарська машинка, яка одержима демонічною сутністю, залучає її до серії окультних зустрічей, у тому числі з її померлим чоловіком.